# Lavans-lès-Saint-Claude
Lavans-lès-Saint-Claude község Franciaország Burgundia-Franche-Comté régiójában, Jura megyében. Új községként 2016. január 1-jén jött létre a korábbi Lavans-lès-Saint-Claude és Ponthoux község egyesítésével. Az egyesüléskor az új község lélekszáma 2084 fő lett. 2019. január 1-jén a korábbi Pratz község is beolvadt Lavans-lès-Saint-Claude új községbe.
Lakosainak száma 1790 fő (2018. január 1.). Lavans-lès-Saint-Claude Saint-Lupicin, Cuttura, Avignon-lès-Saint-Claude, Saint-Claude, Chassal, Pratz, Villards-d’Héria és Ponthoux községekkel határos.

## Népesség
A település népességének változása:
| Lakosok száma | 1916 | 2021 | 1829 | 1790 |
|               | 2013 | 2016 | 2017 | 2018 |